# Fort Leonard Wood

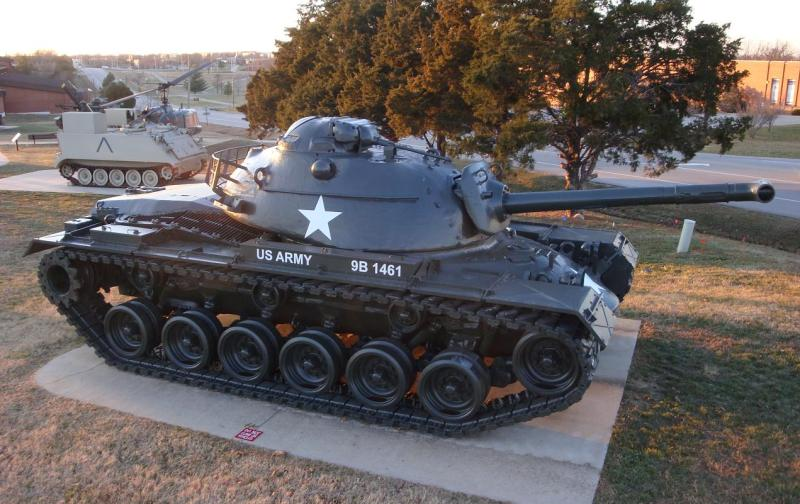
En M67 Flame Thrower Tank (informellt benämnd som "Zippo"), dvs en stridsvagn med eldkastare, uppställd vid Fort Leonard Wood 2009.

Fort Leonard Wood är en militärbas tillhörande USA:s armé belägen i Pulaski County i Ozarkbergen i delstaten Missouri. Basen har funnits på platsen sedan 1940 och är uppkallad efter Leonard Wood som var USA:s arméstabschef från 1910 till 1914 och mottagare av Medal of Honor.

## Bakgrund och verksamhet
Basen byggdes med avsikt att utbilda infanterister, men kom att bli utbildningsplats för meniga ingenjörstrupper. Under andra världskriget internerades tyska och italienska krigsfångar på Fort Leonard Wood.
Från 1984 flyttade utbildningen av officerare inom ingenjörstrupperna dit från Fort Belvoir och konsoliderades till U.S. Army Engineer School. Efter det kalla krigets slut och neddragningar under 1990-talet så flyttades utbildningsenheterna för militärpolisen och kemiska kåren (CBRN-krigföring) dit. De olika skolorna låg från 1999 under paraplyet av U.S. Army Maneuver Support Center som en del av United States Army Training and Doctrine Command (TRADOC). 2009 ändrades namnet till U.S. Army Maneuver Support Center of Excellence.
Drygt 80 000 genomgår någon form av utbildning vid Fort Leonard Wood årligen. Det finns även detachement från flygvapnet, flottan och marinkåren på basen då flera av de specialiserade utbildningarna vid Fort Wood är samlokaliserade över försvarsgrensgränser, exempelvis för ingenjörstrupper.